# ۹۳ (آلبوم)
۹۳ نام سومین آلبوم بنیامین بهادری است که در سال ۱۳۹۲، توسط آوای هنر پخش شده‌است. در پوستر آلبوم، بارانا، دختر بنیامین به تصویر کشیده شده‌است.
در تاریخ چهاردهم اسفند ۱۳۹۲، سومین اثر بنیامین که شامل ۱۲ ترانه است، منتشر شد. وی برای اولین‌بار، عکس دخترش، «بارانا» را که قرار بود به‌صورت سورپرایز برای طرفدارانش رونمایی کند، بر روی جلد آلبوم خود قرار داد. یک عکس یادگاری نیز درون آلبوم قرار دارد. اشعار این آلبوم را سید فرید احمدی سروده و تنظیم تمام قطعات را نیز نیما وارسته انجام داده‌است. همچنین این آلبوم دراستودیو اولین خانه هنر (نیما وارسته) ضبط، میکس و مسترینگ شده‌است. آلبوم توسط مؤسسهٔ «هنر اول» و «آوای هنر» در سراسر ایران منتشر شده‌است. این آلبوم در عرض ده روز در تمام کشور تمام شد و به تیراژ دوم رسید. بنیامین در توضیحات اثر نوشته: «تقدیم به نسیم جان، با عشق و امید» همچنین در بخشی از آلبومش این شعر را نوشته: «هزار و یک شب یلدا چو شهرزاد نخوابم، هزار قصه بخوانم که قصه گوی تو باشم …» و در قسمتی دیگر از این آلبوم نیز جمله: «تمام این ترانه‌ها دلتنگ تواند، مثل خود من که بیشتر از همیشه دلم برایت تنگ شده‌است»، درج کرده‌است که همین جملات نیز استقبال زیادی را همراه داشته‌است.
وی همچون آلبوم‌های قبلی، نام «۹۳» را برای آلبومش انتخاب کرده و در توضیحات اثر نوشته: «تقدیم به نسیم جان، با عشق و امید».
برای نخستین بار بنیامین در پوستر آلبومش از تصویر دختر کوچک‌اش، «بارانا» استفاده کرده‌است که همین انتخاب باعث شده پوستر این آلبوم، خاص و ویژه شود.

## عوامل آلبوم
در این آلبوم «فرید احمدی» و «نیما وارسته» و «علی منصوری» با بنیامین همکاری داشته‌اند. ترانه‌های آلبوم، سرودۀ «فرید احمدی» و «نیما وارسته» نیز تنظیم آثار را بر عهده داشته‌است. بنیامین خودش ملودی‌های آلبومش را ساخته‌است. همچنین این آلبوم دراستودیو اولین خانه هنر (نیما وارسته)، ضبط، میکس ومسترینگ شده‌است. بنیامین در بخش دیگری از آلبومش، این شعر را نوشته‌است: «هزار و یک شب یلدا چو شهرزاد نخوابم، هزار قصه بخوانم که قصه گوی تو باشم...». همچنین در قسمتی دیگر از این آلبوم نیز جمله: «تمام این ترانه‌ها دلتنگ تواند، مثل خود من که بیشتر از همیشه دلم برایت تنگ شده‌است»، درج شده‌است.

## فهرست ترانه‌ها
1. قهوه
2. جادوگر گیسو
3. مدار
4. دوباره چشمات
5. هفته عشق
6. دست نگه‌دار
7. عشق داغ من
8. یه خونه
9. فقط شبیه خودتی
10. گل یاس ۲
11. آشوب
12. عشق در روز قیامت